# Linda Vilhjálmsdóttir
En aquest nom islandès, el darrer nom és un patronímic, no pas un cognom. La manera de referir-se a aquesta persona és pel nom de pila.
Linda Vilhjálmsdóttir (Reykjavík, 1 de juny de 1958) és una escriptora islandesa.
Estudià infermeria i s'hi dedicà, mentre la seva poesia apareixia en periòdics, revistes i antologies. El seu primer llibre, Bláþráður, es publicà el 1990 i causà una extraordinària impressió. Dos aspectes de la seva obra van cridar especialment l'atenció: la profunditat dels poemes introspectius i un enfocament original a la poesia de la natura.
Ha organitzat diversos happenings i exhibicions a la seva ciutat natal, on viu.

## Carrera literària
Els poemes de Linda Vilhjálmsdóttir van començar a aparèixer públicament en diaris, revistes i antologies a partir de 1982. Immediatament es va convertir en una de les poetes més interessants i va ser una dels set joves poetes que van participar en l'espectacle de poesia "Fellibylurinn Gloria",  que es va publicar en format digital el 1985. Al Teatre Municipal de Reykjavík ha representat obres de teatre i espectacles poètics. La seva primera obra en prosa es va publicar l'any 2003, la novel·la semiautobiogràfica Lygasaga ("Una història de mentides"). Després de publicar el 2006 el poemari Frostfiðrildi, van haver de passar nou anys fins a editar Frelsi, l'any 2015.
La seva obra ha estat traduïda a diverses llengües i ha format part de moltes antologies.

## Premis i reconeixements[1][4]
- 1993: Premi DV Cultura pel llibre de poemes Klakabörnin (“Els fills del gel”).
- 2005: Ljóðastafur Jóns úr Vör -Premi pel poema Sónata fyrir forynju og fylgirödd.
- 2010: Premi de la Ràdio islandesa RÚV.
- 2015: Premi de poesia Jón-úr-Vör.
- 2015: Premi dels llibreters islandesos al millor volum de poesia l'any 2015.
- 2017: Nominada al Premi de Literatura del Consell Nòrdic.
- 2018: Nomenada "Poeta Europea de la Llibertat" a Gdansk, per la traducció polonesa de Frelsi.

## Obra seleccionada[1][4]
- Bláþráður, 1990
- Fellibylurinn Gloria, 1995
- Klakabörnin, 1993
- Lygasaga, 2003
- Frostfiðrildi, 2006
- Frelsi, 2015